# Roger Vontobel
Roger Vontobel (* 1977 in Zürich) ist ein Schweizer Theaterregisseur.

## Leben

### Jugend
Vontobel wurde 1977 in Zürich geboren und lebte ab seinem vierzehnten Lebensjahr in Johannesburg in Südafrika, wo sein Vater eine Hotelfachschule aufbaute und er die Deutsche Internationale Schule Johannesburg besuchte. Neben der Schule spielte er Theater.

### Studium
Vontobel begann in Zürich Physik und Mathematik zu studieren, merkte jedoch bald, dass dies nicht seinen Vorstellungen entsprach. Bei einer Reise durch Europa in einem VW-Bus wuchs durch zahlreiche Theaterbesuche bei ihm der Wunsch, Zuschauer am Theater zu berühren.
Daraufhin absolvierte er von 1998 bis 2001 ein Schauspielstudium an der American Academy of Dramatic Arts in New York City und Pasadena. Hier spielte er in der ARK Theatre Company von Los Angeles und inszenierte für diese als Ersatz für einen abgesprungenen Regisseur das Stück Summerfolk, einer Adaption von Gorkis Sommergäste. Durch diese Erfahrung fand er zur Berufung des Regisseurs.
Von 2001 bis 2005 studierte Vontobel Schauspielregie an der Hochschule für Musik und Theater Hamburg. Vontobels erste Inszenierung, mit welcher er auch zu Festivals eingeladen wurde, war das Stück Fi'lo:tas, welches 2002 in Hamburg entstand. Hier beschäftigt er sich mit Parallelen zwischen Lessings Philotas und dem Fall des „amerikanischen Taliban“ John Walker Lindh. Die Solorolle spielte, wie in zahlreichen weiteren Stücken Vontobels, die Schauspielerin Jana Schulz. Noch während des Studiums inszenierte er ausserdem am Staatstheater Stuttgart, am Thalia Theater Hamburg und am Theaterhaus Jena. Daneben gründet er die freie Schauspiel-Gruppe „VONTOBELhamburg“. Für diese Gruppe folgen Einladungen zu mehreren Festivals des Freien Theaters wie den Impulsen in Nordrhein-Westfalen und dem Edinburgh Fringe Festival.

### Vontobel als Regisseur
Die ersten Inszenierungen nach seinem Studium wurden mit verschiedenen Preisen ausgezeichnet. So wurde Vontobel für seine Inszenierungen in Essen und München 2006 in der Kritikerumfrage von „Theater heute“ zum Nachwuchsregisseur des Jahres 2006 gewählt. Im selben Jahr erhielt er auch den Kurt-Hübner-Förderpreis für junge Regisseure für seine Inszenierung Das goldene Vlies von Franz Grillparzer am Grillo-Theater Essen. Daneben wurde Ibsens Peer Gynt beim NRW Theatertreffen 2010 als beste Inszenierung ausgezeichnet.
Für seine Dresdner Inszenierung von Schillers Don Carlos gewann Vontobel 2010 den Faust-Theaterpreis in der Kategorie Regie Schauspiel. Außerdem wurde das Stück im Jahr darauf als eine der zehn bemerkenswertesten deutschsprachigen Inszenierungen des Jahres zum Berliner Theatertreffen eingeladen.
Vontobel war von 2011 bis 2016 Hausregisseur im Schauspielhaus Bochum. Daneben inszenierte er seit der Spielzeit 2005/2006 regelmässig am Schauspiel Essen und seit der Spielzeit 2006/2007 am Deutschen Schauspielhaus in Hamburg. Ausserdem arbeitete er an den Münchner Kammerspielen, am Staatsschauspiel Dresden, Deutschen Theater Berlin, Schauspiel Köln und in Paris am Theatre National de la Colline. Seit 2016 ist Vontobel Hausregisseur unter Wilfried Schulz am Schauspielhaus Düsseldorf. Mit dem Beginn der Amtszeit Anselm Webers als Leiter des Frankfurter Schauspiels 2017/2018 inszeniert Vontobel regelmäßig in Frankfurt. Den Auftakt machte er im September 2017 mit Woyzeck. Insgesamt sind in der Spielzeit 2019/2020 drei Produktionen Vontobels im Schauspiel Frankfurt zu sehen – darunter zwei Wiederaufnahmen aus Bochum und zwei neue Inszenierungen.
Sein Operndebüt gab er 2016 an der Staatsoper in Hamburg mit Rossinis Guillaume Tell. Ab der Spielzeit 2016/17 wird er in Albrecht Puhlmanns Intendanz regelmäßig in der Oper am Nationaltheater Mannheim inszenieren.
2018 war Vontobel Regisseur bei den Nibelungenfestspielen Worms.
Im Juni 2019 gab das Stadttheater Bern bekannt, dass Vontobel ab der Saison 2021/22 Direktor der Schauspielsparte des Hauses werden soll. Zum Zeitpunkt der Bekanntgabe war Cihan Inan in dieser Position tätig.
Für das Düsseldorfer Schauspielhaus inszenierte Vontobel im Frühjahr 2021 als 3-Stunden-Rock-Musical Das Rheingold. Eine andere Geschichte, die Uraufführung von Feridun Zaimoglus und Günter Senkels Wagner-Überschreibung als Open-Air-Gesamtkunstwerk.
Im Sommer 2022 inszenierte er für die Nibelungen-Festspiele Worms die Uraufführung des Stücks hildensaga. ein königinnendrama von Ferdinand Schmalz. Als Kulisse diente das Nordportal des Kaiserdoms, als Bühne eine ca. 360 m2 große Wasserfläche.

### Privates
Vontobel ist Schweizer Staatsbürger, verheiratet und Vater dreier Kinder. Er wohnt in Bochum.

## Auszeichnungen
- Nachwuchsregisseur des Jahres von Theater heute für seine Inszenierungen in Essen und München, 2006.
- Kurt-Hübner-Regiepreis für Das goldene Vlies, Schauspiel Essen, 2006.
- Beste Inszenierung beim NRW Theatertreffen für Peer Gynt, Schauspiel Essen, 2006.
- Faust-Theaterpreis in der Kategorie Regie Schauspiel für Don Carlos, Staatsschauspiel Dresden, 2010.
- Einladung zum Theatertreffen Berlin: Don Carlos (Friedrich Schiller) am Staatsschauspiel Dresden, 2010.
- Mario-Adorf-Preis der Nibelungen-Festspiele in Worms für seine „spektakulären Inszenierungen“[16]